# De amerikanska koloniernas egna pengar
De amerikanska kolonierna gav från 1600-talet och framåt ut egna regionala valutor. 

## Lista över koloniernas pengar (efter koloni)

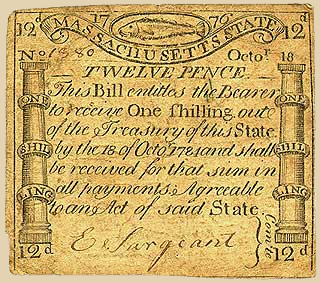
Ett exemplar av Massachusetts delstatsvaluta, en tolv pence-sedel (en shilling), tryckt 1776.

| Koloni/delstat     | Papperspengarna trycktes först år: |
| ------------------ | ---------------------------------- |
| Connecticutpund    | 1709                               |
| Delawarepund       | 1723                               |
| Georgiapund        | 1735                               |
| Marylandpund       | 1733                               |
| Massachusettspund  | 1690                               |
| New Hampshirepund  | 1709                               |
| New Jerseypund     | 1709                               |
| New Yorkpund       | 1709                               |
| North Carolinapund | 1712                               |
| Pennsylvaniapund   | 1723                               |
| Rhode Islandpund   | 1710                               |
| South Carolinapund | 1703                               |
| Virginiapund       | 1755                               |

## Kontinentals

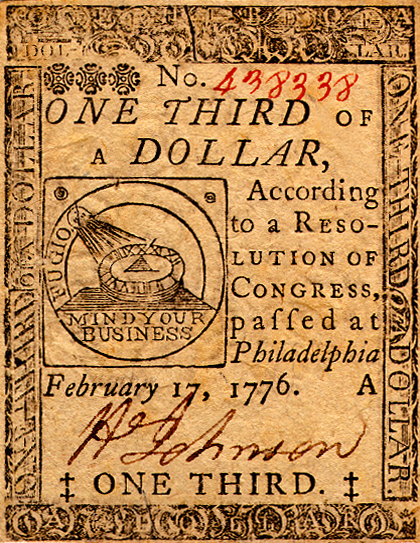
Continental One Third Dollar Note (obverse)

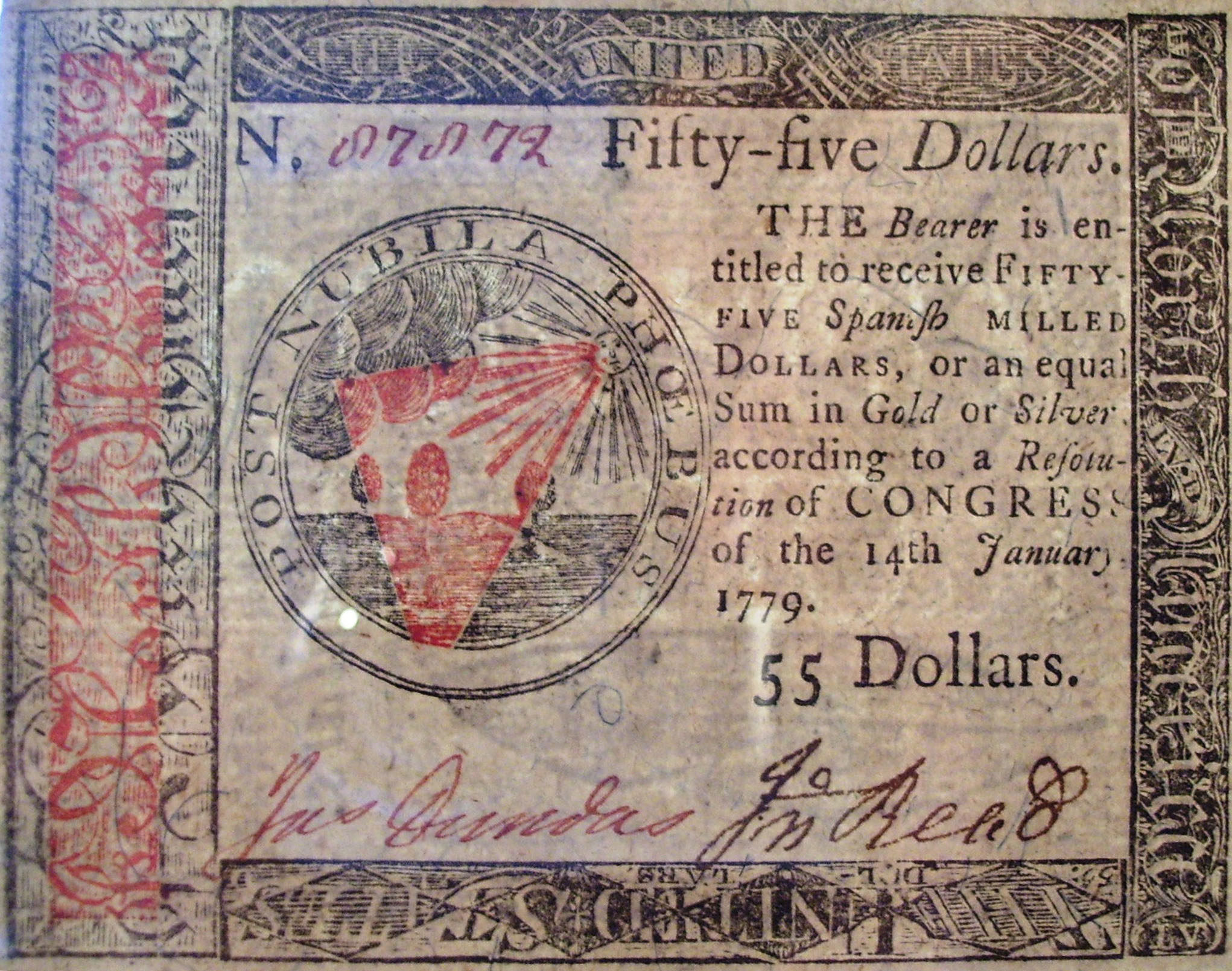
En continentalsedel i valören femtiofem dollar från 1779.

Efter det amerikanska frihetskriget start 1775 började kontinentalkongressen att trycka en valuta som blev känd som Continental currency eller Continentals. 